# دانييل شاريش
دانييل شاريش (بالسيريلية الصربية: Данијел Шарић) مواليد 27 يوليو 1977 في جمهورية يوغوسلافيا الاشتراكية الاتحادية، هو لاعب كرة يد قطري من أصل بوسني صربي يلعب كحارس مرمى. مثل كل من منتخب صربيا لكرة اليد ومنتخب البوسنة والهرسك لكرة اليد ومنتخب قطر لكرة اليد. شارك في دورة الألعاب الأولمبية الصيفية سنة 2016. حقق المركز الثاني في بطولة العالم لكرة اليد للرجال 2015.

## المسيرة الاحترافية
لعب مع نادي كانتابريا لكرة اليد في الدوري الإسباني في موسم 2003–2004، ثم انضم إلى أديمار ليون من سنة 2006 إلى 2008، ثم لعب مع نادي سان أنطونيو لكرة اليد في الدوري الإسباني في موسم 2008–2009، ثم انضم إلى نادي برشلونة لكرة اليد من سنة 2009 إلى 2016.

## سجل المنافسة
شارك في البطولات التالية:
- بطولة العالم لكرة اليد للرجال 2015
- الألعاب الأولمبية الصيفية 2016

## الإنجازات

### النادي
- الدوري الصربي لكرة اليد (2006–07، 2007–08)
- الدوري الصربي لكرة اليد (2006–07، 2007–08)
- دوري أبطال أوروبا لكرة اليد (2010–11,2014-2015)
- الدوري الإسباني لكرة اليد (2010–11، 2011–12، 2012–13، 2013–14)
- كأس إسبانيا لكرة اليد (2009–10، 2011–12، 2012–13، كأس إسبانيا لكرة اليد 2013)
- كأس السوبر الإسبانية لكرة اليد (2008–09، 2009–10، 2012–13، 2013–14)
- كأس ملك إسبانيا لكرة اليد (2009–10، 2013–14)

## روابط خارجية
- دانييل شاريش على موقع الاتحاد الأوروبي لكرة اليد (الإنجليزية)
- دانييل شاريش على موقع أوليمبيديا (الإنجليزية)